# Marleen Maes
Marleen Maes (Izegem, 18 juli 1951) is een Vlaamse actrice.
Ze is onder andere bekend van haar tv-rol als Gerda Suys in de VTM-soap Familie, moeder van Veerle (Bianca Vanhaverbeke) en vrouw van Hendrik (Ronnie Commissaris).
In 1997 was Maes te horen als Juliette Spinelli in het hoorspel Wie het laatst lacht.
Ze speelde gastrollen in De Collega's, De Paradijsvogels (Onze Lieve Vrouw van Vlaanderen), Postbus X (Von Stroheim en Olga in 1992), Thuis (Lilianne De Roep), Flikken (Lisette Van Hoof), Wittekerke (vrouw), Verschoten & Zoon (Sonja in 2004, uitbaatster restaurant in 2007), Zone Stad (Magda Nerinckx) en Spoed (vrouw van imker).
Van 1990 tot 1997 vertolkte Marleen Maes de rol van Veronique Windels in de Radio 2 sitcom « ‘t Koekoeksnest »
Ze is de schoondochter van acteur Anton Peters en moeder van acteur Wim Peters.